# Spikblad
Spikblad (Hydrocotyle vulgaris) är en växtart i släktet spikblad och familjen araliaväxter. Arten beskrevs av Carl von Linné 1753.

## Beskrivning
Spikblad växer på våt gräsmark och blommar på sommarens senare del. Bladet är sköldlikt, vilket har givit arten dess namn. Sköldlik innebär att bladskivan är nästan cirkelrund och att skaftet är fäst i centrum av undersidan. Skaftet är trådlikt och lyfter bladet ungefär 4 decimeter högt. 

## Utbredning
Spikbladet är inhemskt i Europa, Nordafrika och Mellanöstern. I Norden är arten inte allmän och förekommer endast i Götaland och sydöstra Norge.